# Cohoes (Nueva York)
Cohoes es una ciudad ubicada en el condado de Albany, en el estado estadounidense de Nueva York. Según el censo del año 2000 tenía una población de 15.521 habitantes y una densidad poblacional de 1.601 personas por km².

## Geografía
Cohoes se encuentra ubicada en las coordenadas 42°46′45″N 73°42′46″O / 42.77917, -73.71278. Según la Oficina del Censo, la ciudad tiene un área total de 11.0 km² (4.2 sq mi), de la cual 9.7 km² (3.7 sq mi) es tierra y 1.3 km² (0.5 sq mi) (11.79%) es agua.

## Demografía
Según el censo del año 2000, los ingresos medios por hogar en la localidad eran de $32.856 y los ingresos medios por familia eran $42.054. Los hombres tenían unos ingresos medios de $31.972 frente a los $25.845 para las mujeres. La renta per cápita para la localidad era de $18.416. Alrededor del 11.2% de las familias y del 13.3% de la población estaban por debajo del umbral de pobreza.